# Romorantin-Lanthenay
Romorantin-Lanthenay je naselje in občina v osrednji francoski regiji Center, podprefektura departmaja Loir-et-Cher. Leta 2011 je naselje imelo 18.353 prebivalcev.

## Geografija
Kraj leži v pokrajini Orléanais ob reki Sauldre, 42 km jugovzhodno od Bloisa, 65 km južno od Orléansa.

## Uprava
Romorantin-Lanthenay je sedež dveh kantonov:
- Kanton Romorantin-Lanthenay-Jug (del občine Romorantin-Lanthenay, občine Loreux, Pruniers-en-Sologne, Villeherviers: 9.810 prebivalcev),
- Kanton Romorantin-Lanthenay-Sever (del občine Romorantin-Lanthenay, občine Courmemin, Millançay, Veilleins, Vernou-en-Sologne: 12.261 prebivalcev).

Naselje je prav tako sedež okrožja, v katerega so poleg njegovih dveh vključeni še kantoni Lamotte-Beuvron, Mennetou-sur-Cher, Neung-sur-Beuvron, Saint-Aignan, Salbris in Selles-sur-Cher z 89.452 prebivalci (v letu 2010).

## Zgodovina
Sedanja občina je nastala 29. maja 1961 z združitvijo dveh nekdanjih občin Romorantin in Lanthenay.

## Zanimivosti
- cerkev sv. Štefana iz 11. do 19. stoletja,
- cerkev sv. Petra, Pavla, Lovrenca in Anijana, Lanthenay, iz 12. do 19. stoletja,
- ruševine nekdanje opatije bernardink Notre-Dame-du-Lieu iz 13. stoletja, razpuščene med francosko revolucijo,
- graščina Château de Romorantin, sedež podprefekture,
- stolp Tour Jacquemart.

## Promet
- železniška postaja Gare de Romorantin-Blanc-Argent ob progi Blois - Villefranche-sur-Cher;

## Pobratena mesta
- Aranda de Duero (Kastilija in Leon, Španija),
- Hollywood, Florida (Florida, ZDA),
- Langen (Hessen, Nemčija),
- Long Eaton (Anglija, Združeno kraljestvo),
- Sousel (Portugalska).